# أليس دومينيسي
أليس دومينيسي (من مواليد 3 أبريل 1975) هي سباحة إيطالية متزامنة سابقة شاركت في الألعاب الأولمبية الصيفية لعام 2000. 